# Риос, Ману
Мануэ́ль Ри́ос Ферна́ндес (исп. Manuél Ríos Fernández, род. 17 декабря 1998, Кальсада-де-Калатрава, Сьюдад-Реаль, Испания) — испанский актёр, модель и певец, более известный как Ма́ну Ри́ос. Широкую известность получил благодаря роли Патрика Бланко в подростковой драме «Элита».

## Биография
Мануэль Риос родился 17 декабря 1998 года в Кальсада-де-Калатрава (провинция Сьюдад-Реаль, Испания) в семье Маноли и Джулиана. У него есть старший брат Джоземи.
Актёрскую карьеру Мануэль начал с девяти лет с участия в испанском реалити-шоу «Cantando en Familia». Примерно в это же время Мануэль начал записывать каверы на популярные песни и выкладывать видео на своём канале в YouTube. В детстве Риос занимался классическим балетом и танцами.
В 2010 году Ману получил роль Гавроша в детском спектакле «Отверженные», поставленном по одноимённому роману Виктора Гюго. Спустя два года, Мануэль присоединился к подростковой музыкальной группе «Parchis».
Позднее Ману принял участие в шоу-талантов «Tú sí que vales» (с исп. — «Ты этого стоишь!»). В 2014 году он сыграл роль Маури Мартинеса в комедийном телесериале «Закусочная Пепе».
В 2018 году его популярность в социальных сетях продолжала возрастать, благодаря большому количеству подписчиков на таких платформах, как YouTube и Instagram, Риоса стали приглашать к сотрудничеству модные бренды такие, как Dior и Pull and Bear.  Кроме того, Ману стал частью модельного агентства Next-Models и расширил содержание своего канала на YouTube видеоблогами о путешествиях, моде и брендинге.
По версии газеты El País, в 2020 году Риос стал самым влиятельным лицом Испании с наибольшим количеством подписчиков в Instagram, где у него насчитывалось более 5 миллионов подписчиков; в настоящее время — 10,4 миллиона подписчиков.
В 2021 году актёр получил одну из главных ролей в четвертом сезоне драматического сериала «Элита», созданного Карлосом Монтеро и Дарио Мадроно. Проект повествует о трёх новичках престижной школы «Лас-Энсинас», которые сразу же становятся изгоями, так как, в отличие от остальных учеников, выросли в простых семьях. Актёр получил роль Патрика Бланко Коммерфорда — сына нового директора элитной школы и брата-двойняшки Ари и их младшей сестры, Менсии.

## Дискография

#### Синглы
- 2016 — «Riptide»

## Фильмография

### Фильмы
| Год  | Название             | Оригинальное название | Роль  | Примечания   |
| ---- | -------------------- | --------------------- | ----- | ------------ |
| 2023 | Странный образ жизни | Extraña forma de vida | певец | Главная роль |
| 2026 | Пьяница              | Day Drinker           |       |              |

### Сериалы
| Год       | Название                | Оригинальное название | Роль                      | Примечания                            |
| --------- | ----------------------- | --------------------- | ------------------------- | ------------------------------------- |
| 2014      | Закусочная Пепе         | Chiringuito de Pepe   | Маурисио «Mаури» Мартинез | (6 серий)                             |
| 2021—2022 | Элита                   | Élite                 | Патрик Бланко Коммерфорд  | Основной состав (24 серии, 4—6 сезон) |
| 2021      | Элита: Короткие истории | Elite Short Stories   | Патрик Бланко Коммерфорд  | Основной состав (3 серии, 2 сезон)    |
| 2022      | Эпоха гнева             | La edad de la ira     | Макрос                    | Главная роль                          |

### Театральные роли
| Год       | Название    | Оригинальное название | Роль            | Театр        |
| --------- | ----------- | --------------------- | --------------- | ------------ |
| 2010      | Отверженные | Les Misérables        | Гаврош Тенардье | Лопе де Вега |
| 2012—2013 | Дон Пепито  | Don Pepito            | Дон Пепито      | Лопе де Вега |